# Niall MacGinnis
Pour les articles homonymes, voir McGinnis.
Niall MacGinnis est un acteur irlandais, né à Dublin (Irlande) le 29 mars 1913, mort à Haverfordwest (Pays de Galles, Royaume-Uni) le 6 janvier 1977.

## Biographie
Niall MacGinnis joue au cinéma entre 1935 et 1973 (principalement dans des films britanniques), abordant notamment à plusieurs reprises les genres fantastique (productions de la Hammer) et biographique ; parmi ses partenaires, mentionnons Laurence Olivier qu'il retrouvera également au théâtre, entre autres dans des pièces de William Shakespeare.
À la télévision, il apparaît dans trois téléfilms (le premier dès 1938, le dernier diffusé en 1978, donc après son décès) et six séries (entre 1958 et 1976).

## Filmographie partielle

### Au cinéma
- 1937 : À l'angle du monde (The Edge of the World) de Michael Powell
- 1941 : 49e Parallèle (49th Parallel) de Michael Powell
- 1942 : Riposte à Narvik (The Day Will Dawn) de Harold French
- 1943 : Plongée à l'aube (We dive at Dawn) d'Anthony Asquith
- 1944 : Henry V (The Chronicle History of King Henry the Fift with His Battell Fought at Agincourt in France) de Laurence Olivier
- 1948 : Anna Karénine (Anna Karenina) de Julien Duvivier
- 1948 : Hamlet de Laurence Olivier
- 1949 : Christophe Colomb (Christopher Columbus) de David MacDonald
- 1950 : Chance of a Lifetime de Bernard Miles
- 1951 : Le Voyage fantastique (No Highway) d'Henry Koster
- 1953 : Martin Luther d'Irving Pichel (rôle-titre)
- 1953 : Les Chevaliers de la Table ronde (Knights of the Round Table) de Richard Thorpe
- 1954 : L'Enfer au-dessous de zéro (Hell bellow Zero) de Mark Robson
- 1954 : Voyage au-delà des vivants (Betrayed) de Gottfried Reinhardt
- 1956 : La Vie passionnée de Vincent van Gogh (Lust for Life) de Vincente Minnelli
- 1956 : Hélène de Troie (Helen of Troy) de Robert Wise
- 1956 : Alexandre le Grand (Alexander the Great) de Robert Rossen
- 1957 : Rendez-vous avec la peur (Night of the Demon) de Jacques Tourneur
- 1958 : Behind the Mask de Brian Desmond Hurst
- 1959 : Au risque de se perdre (The Nun's Story) de Fred Zinnemann
- 1959 : This Other Eden de Muriel Box
- 1959 : L'Épopée dans l'ombre (Shake Hands with the Devil) de Michael Anderson
- 1959 : La Plus Grande Aventure de Tarzan (Tarzan's Greatest Adventure) de John Guillermin
- 1960 : L'Enlèvement de David Balfour (Kidnapped) de Robert Stevenson
- 1960 : Les Combattants de la nuit (A Terrible Beauty) de Tay Garnett
- 1960 : Le Serment de Robin des Bois (Sword of Sherwood Forest) de Terence Fisher
- 1961 : The Webster Boy de Don Chaffey
- 1962 : Billy Budd de Peter Ustinov
- 1963 : Jason et les Argonautes (Jason and the Argonauts) de Don Chaffey
- 1963 : Face in the Rain d'Irvin Kershner
- 1964 : L'aventure est au large (The Truth About Spring) de Richard Thorpe
- 1965 : Le Seigneur de la guerre (The War World) de Franklin J. Schaffner
- 1965 : L'Espion qui venait du froid (The Spy who came in from the Cold) de Martin Ritt
- 1966 : L'Île de la terreur (Island of Terror) de Terence Fisher
- 1966 : D pour danger (A Man could get killed) de Ronald Neame et Cliff Owen
- 1967 : La Reine des Vikings (The Viking Queen) de Don Chaffey
- 1967 : Le Jardin des tortures (Torture Garden) de Freddie Francis
- 1968 : Les Souliers de saint Pierre (The Shoes of the Fisherman) de Michael Anderson
- 1969 : Davey des grands chemins (Sinful Davey) de John Huston
- 1969 : Krakatoa à l'est de Java (Krakatoa, East of Java) de Bernard L. Kowalski
- 1970 : La Lettre du Kremlin (The Kremlin Letter) de John Huston
- 1973 : Le Piège (The MacKintosh Man) de John Huston

### À la télévision (séries)
- 1962 : Le Monde merveilleux de Disney (The Wonderful World of Disney ou Disneyland), émission Le Prince et le Pauvre (The Prince and the Pauper), 3 épisodes, The Pauper King, The Merciful Law of King et Long Live the Rightful King
- 1964 : Destination Danger (Danger Man), Saison 2, épisodes 3 La Ville fantôme (Colony Three) et 8 La Bataille des photos (The Battle of the Cameras), réalisés par Don Chaffey
- 1966 : Le Saint (The Saint), Saison 5, épisode 11 Ultra secret (Paper Chase)

## Théâtre (pièces)

### EnAngleterre(sélection)
Pièces jouées à Londres
- 1937-1938 : Macbeth de William Shakespeare, avec Judith Anderson, Alexander Knox, Laurence Olivier
- 1937-1938 : Spring Meeting de M.J. Farrell, avec Judith Anderson, Alexander Knox, Laurence Olivier
- 1938 : Volpone de Ben Jonson, avec Donald Wolfit
- 1939 : Des souris et des hommes (Of Mice and Men), adaptation du roman éponyme de John Steinbeck, avec Claire Luce, John Mills
- 1951 : Antoine et Cléopâtre (Antony and Cleopatra) de William Shakespeare et César et Cléopâtre (Caesar and Cleopatra) de George Bernard Shaw, avec Laurence Olivier, Vivien Leigh, Peter Cushing, Esmond Knight, Lyndon Brook, Wilfrid Hyde-White, Norman Wooland

### ÀBroadway
(intégrale)
- 1951-1952 : César et Cléopâtre (Caesar and Cleopatra) de George Bernard Shaw, avec Vivien Leigh, Laurence Olivier, Donald Pleasence, Wilfrid Hyde-White
- 1951-1952 : Antoine et Cléopâtre (Antony and Cleopatra) de William Shakespeare, avec Vivien Leigh, Laurence Olivier, Donald Pleasence, Wilfrid Hyde-White